# Robert Lassus
Robert Lassus, né le 5 novembre 1930 à Calais et mort le 20 mai 2004 à Berck, est un journaliste, écrivain et dessinateur français.

## Biographie
Il devient journaliste au quotidien calaisien Le Nord Littoral à l’âge de 19 ans tout en assurant la correspondance locale pour le journal France-Soir et pour Radio Luxembourg qui deviendra par la suite RTL, dont il deviendra directeur de l'information. En 1975 il faisait partie de l'équipe de départ du Petit Rapporteur  aux côtés de Jacques Martin, Stéphane Collaro, Piem et Pierre Bonte. On lui doit notamment la fameuse « Brosse à reluire » de Maurice Druon et « la Marseillaise » de Valéry Giscard d'Estaing. Il quitte le Petit Rapporteur à la fin de la première saison et crée sa propre émission sur l'antenne nationale de FR3 intitulée Ces Gens pas comme les Autres puis Tout l’Nord l’a su à la télévision régionale FR3 Nord-Pas-de-Calais.
Il continue sa carrière à RTL en y devenant rédacteur en chef adjoint des informations.
Robert Lassus a également une activité d’auteur pour les humoristes. Il est ainsi le dernier collaborateur de Thierry Le Luron et l'auteur de sketchs pour ses derniers spectacles (dont il signe également les "Fausses Conférences de Presse" sur RTL) et écrit des textes pour Francis Perrin et André Lamy, entre autres.
Robert Lassus est aussi écrivain : on lui doit une vingtaine d'ouvrages humoristiques dont le « Journal d’un curieux de campagne » en 1977 qui a obtenu le Prix Rabelais, et un autre livre plus sérieux intitulé « Le Mari de Madame De Gaulle » fourmillant d'anecdotes et de confidences qu'il avait pu recueillir auprès de l'entourage du Général, car il était proche de la famille Vendroux à Calais. Il fait partie de l'Académie Alphonse Allais.
Son violon d'Ingres est le dessin et la caricature qu'il exerce dès son plus jeune âge. La BBC lui consacre même un reportage à Calais après la guerre le surnommant le « Petit Mozart du crayon ». Dans les années 1980, il œuvre pour le quotidien Le Parisien libéré où il illustre l'actualité.
Amoureux du Touquet-Paris Plage où il a sa résidence secondaire, il collabore aux Échos du Touquet puis à la Gazette du Touquet-Paris Plage. Chaque semaine, les touquettois se régalent en découvrant le touquettois « croqué » qu’il avait croisé dans la semaine ou en découvrant la rubrique humoristique « les échos du tout quai ».
Un square décoré de ses dessins porte désormais son nom, le square Robert Lassus, depuis le 12 juillet 2013 au Touquet Paris-Plage, à l'intersection de la rue Saint-Jean et du boulevard Daloz.

## Œuvres
- Journal d'un curieux de campagne, Fayard, 1977
- Les Bonnes Bafouilles, Hachette, 1974
- Les nouvelles perles du spiqueur, RTL Editions, 1983